# Захаров, Дмитрий Сергеевич
Дмитрий Сергеевич Захаров (род. 2 декабря 1979, Красноярск-26) — российский писатель, журналист.

## Биография
Дмитрий Захаров родился в 1979 году в закрытом городе Красноярск-26 (ныне Железногорск Красноярского края). В 2002 году окончил факультет филологии и журналистики Красноярского государственного университета по специальности «журналистика».
Работал в различных печатных изданиях Красноярска. С 2004 года — корреспондент «Коммерсанта» в Красноярске. В 2010 году переехал в Москву, где занял должность редактора региональной редакции ИД «Коммерсантъ».
Позднее руководил PR-подразделениями государственных и бизнес-структур.

## Творчество
В конце 90-х — начале 2000-х участвовал в литературном семинаре Андрея Лазарчука. В 17 лет опубликовал первую повесть «Его именем» в красноярском литературном журнале «День и ночь». После этого повести, рассказы и эссе в разное время печатались в журналах Esquire, «Техника — молодежи», Bookmate Journal, в литературных сборниках.
В 2019 году политический триллер «Средняя Эдда», названный издательством АСТ «романом-пророчеством» и «манифестом культурного сопротивления», был опубликован Редакцией Елены Шубиной в серии «Актуальный роман». В тексте история оппозиционного движения в современной России вплеталась в сюжеты скандинавской мифологии и заканчивалась крушением существующего политического режима.
Роман вошел в лонг-листы ведущих российских премий «Большая книга», «Национальный бестселлер» и «Ясная поляна», а также в шорт-листы премии им. Стругацких и премии «Новые горизонты».
В 2020-м серию «Актуальный роман» продолжил роман-антиутопия «Кластер», также вошедший в лонг-листы «Национального бестселлера» и «Ясной поляны». В «Кластере» в гротескной форме изображен российский госкапитализм, ресурс для которого добывается в прямом смысле из живых существ.
В 2022-м году снова в той же серии был опубликован социально-политический триллер «Комитет охраны мостов», вдохновленный рядом резонансных «экстремистских дел», в частности, делом «Нового величия» и делом канских подростков. По сюжету группу красноярских студентов и школьников («Комитет») судят за намерение взорвать новый мост через Енисей. В это же время их отчаявшиеся родители создают организацию по спасению детей. Роман стал финалистом премии «Большая книга» и занял второе место в итоговом читательском голосовании. Также он вошел в лонг-лист премии «Новые горизонты».

### Романы
- Репродуктор. — Москва: Издательские решения, 2015. — С. 152. — ISBN 978-5-4474-2734-4
- Кластер (ранняя версия). — Красноярск: Палитра, 2017. — С. 296. — ISBN 978-5-9909932-7-3
- Средняя Эдда. — Москва: Редакция Елены Шубиной, 2019. — С. 352. — (Актуальный роман). — ISBN 978-5-17-118456-8
- Кластер. — Москва: Редакция Елены Шубиной, 2020. — С. 352. — (Актуальный роман). — ISBN 978-5-17-132740-8
- Комитет охраны мостов. — Москва: Редакция Елены Шубиной, 2022. — С. 416. — (Актуальный роман). — ISBN 978-5-17-152857-7

### Рассказы
- Самолётство // Esquire № 7-8 — М., 2020.
- Краевед // Bookmate Journal — М., 2020.
- Тоннельный синдром // «Сибирь: счастье за горами» — Москва: Редакция Елены Шубиной, 2021. — С. 352. — ISBN 978-5-17-134774-1
- Цемент-2 // Esquire № 8 — М., 2021. ISBN 2003755209030
- Сучий потрох // «Время вышло» — Москва: Альпина нон-фикшн, 2021. — С. 280. — ISBN 978-5-00139-559-1
- Прыжок Веры // Юность № 13 — М., 2023.
- Полины // Сноб — М., 2024.

### Эссе
- Внутренняя Мордовия // Без очереди — Москва: Редакция Елены Шубиной, 2021. — С. 528. — ISBN 978-5-17-137571-3

## Избранная критика
- Галина Юзефович. Засахаренный дух времени
- Владимир Березин. Балончик вуду
- Мария Галина. Волна и камень
- Владимир Панкратов. Пять мыслей о романе Дмитрия Захарова «Средняя Эдда»
- Ася Михеева. Вести со второго фронта
- Михаил Пророков. Хроника мигрирующих бомбардировщиков
- Полина Бояркина. Все совпадения случайны
- Михаил Ищенко. «Комитет охраны мостов». Литературный разбор антиутопии, вдохновленной делом канских подростков о взрыве ФСБ в Minecraft